# José Antonio Muñagorri
José Antonio Muñagorri y Otaegui (Berástegui, Guipúzcoa; 2 de abril de 1794 - octubre de 1841) fue un político y militar español. Protagonizó en 1838 el movimiento Paz y Fueros para poner fin a la Primera Guerra Carlista con la conservación de los fueros. Aunque su movimiento no tuvo éxito, la base de sus proclamas influyeron en el Convenio de Vergara de 1839.

## Biografía

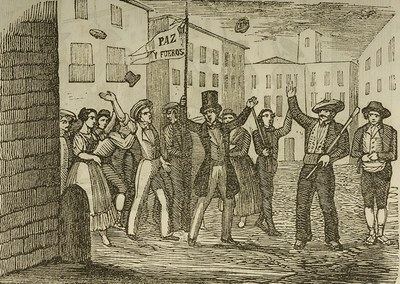
Pronunciamiento de Muñagorri en favor de la paz y los fueros en Berástegui (1838)

Hizo estudios de escribano, continuando con la tradición familiar. También estuvo involucrado en varios negocios, entre los que destacaron las ferrerías de Leizarán.
La Primera Guerra Carlista paralizó sus negocios y preocupado por ello se reunió con algunas personas influyentes o acaudalados exiliados que se encontraban en Bayona (País Vasco francés). Estos propusieron separar la causa carlista de la reivindicación de los fueros vascos y concluyeron que debía acabar la guerra si se respetaban los fueros, surgiendo de ahí el movimiento Paz y Fueros. El movimiento contó con el apoyo del gobierno de España de tendencia liberal, que financió al ejército de Muñagorri contra de los carlistas.
Fue apresado por los chapelgorris y fusilado poco después, en octubre de 1841:

«Elorrio era un sujeto de malos antecedentes, "txapelgorri" encallado por siete años de guerra, engreído por su ascenso a teniente. Un antiguo resentimiento hacia Muñagorri, un odio personal y afán de notoriedad le incitaron a presentarse acompañado de algunos pocos soldados en Zumarrista y sorprendiendo a Muñagorri lo mató alevosamente en el cercano alto de Pillotasoro. Una cruz incrustada en un árbol recuerda el luctuoso suceso».
Escrito por Antonio Labaien.